# Chesil Beach
Chesil Beach är en strand i Storbritannien.   Den ligger i riksdelen England, i den södra delen av landet, 200 km sydväst om huvudstaden London.